# Франсіско Пенья Ромеро
Франсіско Пенья Ромеро (ісп. Francisco Peña Romero, нар. 25 липня 1978, Херес-де-лос-Кабальєрос) — іспанський футболіст, що грав на позиції лівого захисника за низку іспанських клубних команд, зокрема за «Альбасете», «Реал Мурсія» та «Еркулес».

## Ігрова кар'єра
Народився 25 липня 1978 року в місті Херес-де-лос-Кабальєрос. Вихованець футбольної школи місцевого «Хереса». Дорослу футбольну кар'єру розпочав 1998 року в основній команді того ж клубу на рівні третього іспанського дивізіону. Наступного року перейшов до «Леванте», також представника Сегунди Б, який, утім за півроку пробився до другого дивізіону, де Франсіско відіграв наступні три сезони.
2002 року став основним лівим захисником «Альбасете», команди, що після одного сезону в Сегунді пробилася до Ла-Ліги, де провела два сезони, після чого повернулася до другого дивізіону. Згодом у 2006–2009 роках аналогічним чином грав за «Реал Мурсія» — у другому, першому і знову в другому дивізіонах іспанської першості.
У першому ж сезоні у своєму наступному клубі, яким 2009 року став «Еркулес», знову допоміг команді здійснити вихід із Сегунди до Ла-Ліги, утім, провівши там лише один сезон 2010/11, вона повернулася до другого дивізіону. Продовжував захищати її кольори у Сегунді, а з 2014 року і в Сегунді Б. Загалом відіграв за «Еркулес» дев'ять років своєї кар'єри гравця, взявши участь у понад 300 іграх чемпіонату Іспанії.
Остаточно завершив ігрову кар'єру у нижчоліговому «Інтерсіті» 2021 року.